# Race de chevaux
Pour un article plus général, voir Race.
Les races de chevaux, ou races chevalines, sont les races domestiques de l'espèce Equus caballus. Qu'elles soient naturelles ou artificielles, elles sont réparties sur tous les continents.  Sélectionnées selon les usages et les besoins humains, il est difficile de les comptabiliser exactement mais plus de 299 sont recensées dans le monde. Depuis la fin du XXe siècle, la notion de marque et de registre généalogique tend à se substituer à celle de race pour les chevaux de sport, mettant davantage en valeur la sélection opérée par l'être humain sur le cheval domestique.

## Taxonomie et critères
Toutes les races de chevaux appartiennent à l'espèce Equus caballus, le « cheval domestique ». Le concept de race chez le cheval remonte aux classifications de Carl von Linné, Lamarck et Buffon. Il est théorisé par les hippologues du XIXe siècle. La définition qu'ils en donnent, basée sur des critères fixés par l'homme tels que la morphologie, la robe et l'aptitude utilitaire, reste valable de nos jours. Comme chez d'autres animaux domestiques, les races chevalines n'ont pas de nom scientifique. Les critères qui les distinguent les unes des autres sont généralement fixés par des associations d'éleveurs. Ils restent de ce fait très subjectifs.
La première race chevaline décrite comme telle est celle du Pur-sang, dont les caractéristiques sont consignées dans un stud-book en 1791. Ce modèle est repris par tous les éleveurs équins du monde pour définir des « groupes homogènes de chevaux ». Les races de chevaux présentent une grande diversité morphologique, l'amplitude de taille pouvant aller de 80 cm pour le cheval miniature à plus de 1,80 m pour le Shire. Les races sont généralement le résultat de différents croisements et de différents brassages de sang. La notion de race pure ou de race croisée est difficile à définir.

## Évolution
Plusieurs hypothèses s'affrontent à propos de l'origine du cheval domestique et de ses multiples races.
Au Pléistocène, quatre grands types de chevaux sauvages semblent se différencier :
- Le Tarpan, un petit animal robuste qui eut pour descendants les poneys celtes puis les Poneys gallois, Exmoors et Fells entre autres.
- Le cheval norvégien, un animal lourd des régions subalpines qui aurait eu pour descendants le poney Fjord et le oriker.
- Un cheval d'Asie centrale qui aurait eu pour descendants le Sorraia, le Karabakh et les chevaux Turkmènes comme l'Akhal-Teke.
- Un poney d'Asie occidentale à la morphologie de cheval miniature, qui aurait donné le poney Caspien et le cheval Arabe.

Des croisements ont eu lieu et chaque région a sélectionné une race à son usage. Le cheval étant souvent utilisé à la guerre, de nombreux individus ont voyagé et ont fait circuler les gènes, façonnant petit à petit les équidés actuellement connus.

### Classements
La Fédération équestre internationale compte plusieurs classements des races de chevaux, incluant :
- Cheval de selle pour les animaux destinés à être montés.
- Cheval de trait pour les animaux destinés à la traction.
- Poney pour tout cheval dont la hauteur au garrot est inférieure ou égale à 1,50 m non ferré.

Depuis les études génétiques, des groupes de races ont pu être définis en fonction de la distance génétique qui les sépare. Ainsi, il est fréquent de classer tous les chevaux de sport issus des demi-sangs (dits « Warmblood »), très imprégnés de sang de Pur-sang, dans le même groupe. Au classement établi par la Fédération équestre internationale, il convient aussi d'ajouter deux notions :
- Cheval à sang chaud désigne les animaux vifs et proches du sang (Pur-sang anglais et Pur-sang arabe). Ils sont généralement utilisés pour la compétition sportive.
- Cheval à sang froid pour les animaux calmes, plutôt destinés à la randonnée et aux loisirs.

La classification des races chevalines est sujette à débat car d'autres critères peuvent être pris en compte. Certains poneys comme le Shetland présentent les attributs du nanisme : une grosse tête, des membres courts et un gros tour de taille. D'autres ressemblent à des chevaux en miniatures, comme le Falabella. Certaines races de chevaux autochtones, comme le Mérens, le Fjord et le Haflinger, sont parfois classés comme cheval de selle et parfois classés poneys, voire comme cheval de trait. Le refus de la classification comme poney peut avoir des bases culturelles, c'est le cas chez les éleveurs de chevaux Camarguais et d'Islandais. La classification des chevaux en devient particulièrement problématique.

## Cas des chevaux sauvages
Le Tarpan, déclaré éteint depuis la fin du XIXe siècle est une espèce ou sous-espèce très proche du cheval. Le cheval de Przewalski, désormais dernier cheval authentiquement sauvage, n'est pas non plus une race. Les populations équines domestiques retournées à l'état sauvage peuvent être considérées comme des races dans certains cas.

## Marques,stud-bookset registres de couleur
Certains groupes répertoriés de chevaux ne constituent pas des races, mais des animaux répertoriés par un registre selon des critères différents de ceux de la morphologie et de l'origine géographique. Ces critères peuvent être la couleur de leur robe ou encore l'aptitude sportive. La notion de race est discutée chez ces chevaux. Le Palomino et le Pinto, chevaux dits de couleur, sont reconnus comme des races dans certains pays mais pas dans d'autres. Le registre français de l'Autre que pur sang enregistre des chevaux de course n'appartenant pas à la race du Pur-sang. Le Zangersheide, qui enregistre des chevaux selon leurs performances sportives en Saut d'obstacles, est un autre exemple.
Depuis les années 2000 et particulièrement dans le domaine de l'équitation sportive, la notion de race tend à s'effacer face à celle de marque et de stud-book. De nombreux pays et des sociétés d'élevage ont créé des « races » en utilisant des sigles selon un modèle proche de celui d'une marque. L'Irish Sport Horse (ISH), le cheval de selle luxembourgeois et l'Anglo-européen sont des exemples de groupes de chevaux qui ne répondent plus à la définition d'une race.
Cette tendance s'accentue dans l'Union européenne, la loi autorisant un éleveur à choisir le stud-book dans lequel il souhaite inscrire son poulain. Le cheval est alors assimilé à un produit qui se voit apposer une marque. Les chevaux issus de clonage, qui sont refusés dans un grand nombre de stud-books, se trouvent de facto limités dans leurs choix de stud-books.

## Comptage et répartition
En 2008, d'après les données de la FAO, 58,7 millions de chevaux sont répertoriés dans le monde sur les cinq continents, ce qui correspond à un ratio de 8,7 chevaux pour 1 000 personnes. Le comptage de l'année dénombre 784 races chevalines distinctes, parmi lesquelles 655 sont locales, 62 sont régionales transfrontière et 67 internationales transfrontière. Plus de la moitié des races comptabilisées sont d'origine européenne, c'est également l'Europe qui fournit les données les plus fiables et précises. En l'absence d'une fédération d'élevage internationale, il est très difficile de les comptabiliser précisément et de différencier les types ou sous-races avec précision.
L'Arabe et le Pur-sang sont les deux races les plus diffusées dans le monde.

## Niveaux de menace
En 2008, 22,6 % des races de chevaux répertoriées sont en risque d'extinction (en danger ou en danger critique), 11,5 % étant éteintes. 31,8 % sont hors de menace et pour les 34,1 % restant, le statut est inconnu.
Certaines races disparues ont été fusionnées ou absorbées par des races voisines. La cause principale de disparition d'une race est l'interruption de l'élevage faute de demande. C'est le cas de nombreuses races de chevaux de trait à la suite de l'arrivée du tracteur.